# 2004 FU162
كويكب 2004 إف يو 162  أو 2004 إف يو 162 (بالإنجليزية: 2004 FU162
)
هو كويكب صغير أو نيزك يبلغ قطره 6 أمتار اقترب من الأرض حتى أصبح في يوم 31 مارس 2004 عل مقربة 6400 كيلومتر منها. اكتشف قبل وصوله إلى أقرب نقطة على مداره بالنسبة للأرض بعدة ساعات فقط، واكتشفه التلسكوب الآلي المختص بالمشروع الفلكي LINEAR. يقوم بالبحوث العلمي بمشروع لينيار «مركز لينكولن لأبحاث الكويكبات القريبة من الأرض». وكلمة LINEAR هي اختصار لاسم هذا المركز.
أنشأت ناسا مشروع لينيار بغرض البحث عن كويكبات ونيازك تقترب من الأرض وقد تهدد الحياة على الأرض. وقد استطاع التلسكوب تتبع الكويكب 2004 إف يو 162 لمدة 44 دقيقة.

## المشاهدات
انحرف مسار الكويكب 2004 إف يو 162 عن مداره بمقدار 20 درجة بسبب تأثير جاذبية الأرض عليه، وقد أدى ذلك إلى أن دورة الكويكب حول الشمس قصرت وأصبحت 9 أشهر فقط بدلا من أن كانت نحو سنة.
حتى سنة 2008 كان ذلك الحدث هو رابع حدث من هذا القبيل تسجله المراصد. ففي عم 1972 اقترب نيزك «جراسر» من الأرض ى أصبح على بعد 57 كيلومتر من سطح الأرض. واقترب جراسر في عام 1990 من الأرض حتى بعد 100 كيلومتر وانتظر قدومه في عام 2006 .
بالمقارنة بتلك الأبعاد فإن مدار تزامني المدارات التزامنية للأقمار الصناعية تكون على ارتفاع 6و5 أضعاف نصف قطر الأرض من مركزها المستخدمة في نظام التموضع العالمي، فتكون على ارتفاع 17و3 اضعاف نصف قطر الأرض.
يقدر قطر الكويكب نحو 6 أمتار. بذلك يمكن اعتبار أنه يحترق في جو الأرض بسبب احتكاكه الشديد بالهواء، إن قدر وأن دخل جو الأرض. تصنف الأجرام السماوية بأنها نيزك إذا كانت مقاييسها أقل من 50 متر، أما الكويكبيات فتكون أطبر من ذلك.
وربما كان النيزك قد اقترب من الأرض في 26 مارس 2010 حتى أصبح على بعد نحو 3و13 مليون كيلومتر (تعادل 0825و0 وحدة فلكية).
لم يستطع حتى الآن تعيين مدار 2004 إف يو 162 بدقة كافية. وقد حدث قدوم النيزك 2004 إف إتش قبل قدوم 2004 إف يو 162 بأسبوعين.

## خصائصه
- الاسم=2004 FU162
- نوع المدار= Aten-Type
- نصف المحور الكبير=0,826 وحدة فلكية
- الحضيض=0,503 وحدة فلكية
- الأوج=1,151 وحدة فلكية
- معامل التباعد المركزي =0,392
- ميل المدار =4,164
- الدورة=274 يوم و14 ساعة
- سرعته =32,756 كيلومتر في الساعة
- قطره=نحو 6 متر
- الكتلة=
- الكثافة=
- دورانه حول نفسه=?
- وضاءة =?
- قدر مطلق=28,68
- تصنيف الطيف =?
- المكتشف=بحث لنكولن عن الكويكبات القريبة من الأرض
- تاريخ اكتشافه=31 مارس 2004

## اقرأ أيضا
- أجرام قريبة من الأرض
- نيزك جبل كامل (مصــر)
- نيزك 2003 إبسيلون إن 107
- مدار حدوة حصان
- 2002 إيه إيه 29
- 2010 تي كيه7